# Bussy-Saint-Martin
Bussy-Saint-Martin is een gemeente in het Franse departement Seine-et-Marne (regio Île-de-France) en telt 573 inwoners (1999). De plaats maakt deel uit van het arrondissement Torcy en is een van de 26 gemeenten van de nieuwe stad Marne-la-Vallée.
Het van oorsprong 16e-eeuwse Kasteel van Rentilly is eigendom van de Communauté d’agglomération de Marne et Gondoire. Het kasteel, dat volledig werd bekleed met spiegelende platen, en zijn park werden omgebouwd tot een centrum van hedendaagse kunst.

## Geschiedenis
In de 13e eeuw werd de parochie van Bussy gesplitst in Bussy-Saint-Martin en Bussy-Saint-Georges.

## Geografie
De oppervlakte van Bussy-Saint-Martin bedraagt 2,6 km², de bevolkingsdichtheid is 220,4 inwoners per km².
De onderstaande kaart toont de ligging van Bussy-Saint-Martin met de belangrijkste infrastructuur en aangrenzende gemeenten.

## Demografie
Onderstaande figuur toont het verloop van het inwonertal (bron: INSEE-tellingen).